# Ercole Malatesta
Ercole Malatesta (Mirandola, ... – Legnano, 1591) è stato un militare e condottiero italiano.

## Biografia
Figlio di Sigismondo I e di Giulia Pico della Mirandola, entrò nella milizia a dodici anni, servì sotto le insegne delle bandiere imperiali e nel 1551 prese parte all'assedio della Mirandola e quindi all'assedio di Siena.
Militò per Ferdinando I in Ungheria contro i turchi.
Nel 1565 servì Genova contro i Còrsi, quindi servì Carlo IX di Francia contro gli Ugonotti.
Al soldo dei veneziani, si segnalò per valore nella difesa di Famagosta, e durante il secondo assalto dei turchi alla città, respinto il nemico dopo cinque ore di accanito combattimento, fu ferito e fatto prigioniero. Condotto a Costantinopoli, riuscì a fuggire, ma, ripreso, fu incatenato e crudelmente malmenato. Non poté riscattarsi per mancanza di denaro, né il papa Sisto V volle pagare per lui. I veneti allora, in ricompensa del suo valore, lo riscattarono.
Benché malconcio, seguitò a servire la repubblica, che nel 1582 lo nominò governatore di Retimo, in Candia.
Nel 1585 fu eletto governatore della fortezza di Legnano, dove morì nel 1591.
Sua moglie fu Bianca, figlia naturale di Gurone di Niccolò Maria d'Este, dalla quale lasciò discendenza.

## Ascendenza
|                                                                       |                                                            |                                                                 | Genitori                                                       |  |  | Nonni |  |  | Bisnonni                             |  |  | Trisnonni                                        |  |
|                                                                       |                                                            |                                                                 |                                                                |  |  |       |  |  | Roberto Malatesta, signore di Rimini |  |  | Sigismondo Pandolfo Malatesta, signore di Rimini |  |
|                                                                       |                                                            |                                                                 |                                                                |  |  |       |  |  | Roberto Malatesta, signore di Rimini |  |  | Sigismondo Pandolfo Malatesta, signore di Rimini |  |
|                                                                       |                                                            | Vannetta Toschi                                                 |                                                                |  |  |       |  |  | Roberto Malatesta, signore di Rimini |  |  |                                                  |  |
| Pandolfo IV Malatesta, signore di Rimini                              |                                                            |                                                                 |                                                                |  |  |       |  |  | Roberto Malatesta, signore di Rimini |  |  |                                                  |  |
|                                                                       |                                                            | Elisabetta Aldobrandini                                         | …                                                              |  |  |       |  |  |                                      |  |  |                                                  |  |
|                                                                       |                                                            | Elisabetta Aldobrandini                                         | …                                                              |  |  |       |  |  |                                      |  |  |                                                  |  |
|                                                                       |                                                            | Elisabetta Aldobrandini                                         | …                                                              |  |  |       |  |  |                                      |  |  |                                                  |  |
| Sigismondo I Malatesta                                                |                                                            | Elisabetta Aldobrandini                                         |                                                                |  |  |       |  |  |                                      |  |  |                                                  |  |
|                                                                       |                                                            | Giovanni II Bentivoglio, signore di Bologna                     | Annibale I Bentivoglio, signore di Bologna                     |  |  |       |  |  |                                      |  |  |                                                  |  |
|                                                                       |                                                            | Giovanni II Bentivoglio, signore di Bologna                     | Annibale I Bentivoglio, signore di Bologna                     |  |  |       |  |  |                                      |  |  |                                                  |  |
|                                                                       |                                                            | Giovanni II Bentivoglio, signore di Bologna                     | Donnina Visconti                                               |  |  |       |  |  |                                      |  |  |                                                  |  |
| Violante Bentivoglio                                                  |                                                            | Giovanni II Bentivoglio, signore di Bologna                     |                                                                |  |  |       |  |  |                                      |  |  |                                                  |  |
|                                                                       |                                                            | Ginevra Sforza                                                  | Alessandro Sforza, signore di Pesaro                           |  |  |       |  |  |                                      |  |  |                                                  |  |
|                                                                       |                                                            | Ginevra Sforza                                                  | Alessandro Sforza, signore di Pesaro                           |  |  |       |  |  |                                      |  |  |                                                  |  |
|                                                                       |                                                            | Ginevra Sforza                                                  | …                                                              |  |  |       |  |  |                                      |  |  |                                                  |  |
| Ercole Malatesta                                                      |                                                            | Ginevra Sforza                                                  |                                                                |  |  |       |  |  |                                      |  |  |                                                  |  |
|                                                                       | Galeotto I Pico, signore di Mirandola e conte di Concordia | Gianfrancesco I Pico, signore di Mirandola e conte di Concordia |                                                                |  |  |       |  |  |                                      |  |  |                                                  |  |
|                                                                       | Galeotto I Pico, signore di Mirandola e conte di Concordia | Gianfrancesco I Pico, signore di Mirandola e conte di Concordia |                                                                |  |  |       |  |  |                                      |  |  |                                                  |  |
|                                                                       | Galeotto I Pico, signore di Mirandola e conte di Concordia | Giulia Boiardo                                                  |                                                                |  |  |       |  |  |                                      |  |  |                                                  |  |
| Giovanni Francesco II Pico, signore di Mirandola e conte di Concordia | Galeotto I Pico, signore di Mirandola e conte di Concordia |                                                                 |                                                                |  |  |       |  |  |                                      |  |  |                                                  |  |
|                                                                       |                                                            | Bianca d'Este                                                   | Niccolò III d'Este, marchese di Ferrara, Modena e Reggio       |  |  |       |  |  |                                      |  |  |                                                  |  |
|                                                                       |                                                            | Bianca d'Este                                                   | Niccolò III d'Este, marchese di Ferrara, Modena e Reggio       |  |  |       |  |  |                                      |  |  |                                                  |  |
|                                                                       |                                                            | Bianca d'Este                                                   | Anna de' Roberti                                               |  |  |       |  |  |                                      |  |  |                                                  |  |
| Giulia Pico della Mirandola                                           |                                                            | Bianca d'Este                                                   |                                                                |  |  |       |  |  |                                      |  |  |                                                  |  |
|                                                                       |                                                            | Giovanni Tommaso Carafa, conte di Maddaloni                     | Diomede II Carafa, conte di Maddaloni                          |  |  |       |  |  |                                      |  |  |                                                  |  |
|                                                                       |                                                            | Giovanni Tommaso Carafa, conte di Maddaloni                     | Diomede II Carafa, conte di Maddaloni                          |  |  |       |  |  |                                      |  |  |                                                  |  |
|                                                                       |                                                            | Giovanni Tommaso Carafa, conte di Maddaloni                     | Maria Caracciolo Rossi                                         |  |  |       |  |  |                                      |  |  |                                                  |  |
| Giovanna Carafa, signora di Roddi                                     |                                                            | Giovanni Tommaso Carafa, conte di Maddaloni                     |                                                                |  |  |       |  |  |                                      |  |  |                                                  |  |
|                                                                       |                                                            | Giulia Sanseverino d'Aragona                                    | Roberto Sanseverino d'Aragona, marchese di Castelnuovo Scrivia |  |  |       |  |  |                                      |  |  |                                                  |  |
|                                                                       |                                                            | Giulia Sanseverino d'Aragona                                    | Roberto Sanseverino d'Aragona, marchese di Castelnuovo Scrivia |  |  |       |  |  |                                      |  |  |                                                  |  |
|                                                                       |                                                            | Giulia Sanseverino d'Aragona                                    | Giovanna da Correggio                                          |  |  |       |  |  |                                      |  |  |                                                  |  |
|                                                                       |                                                            | Giulia Sanseverino d'Aragona                                    |                                                                |  |  |       |  |  |                                      |  |  |                                                  |  |